# Unité radicale
 (octobre 2018).
Unité radicale est une organisation politique d'extrême droite, nationaliste révolutionnaire, créée en juin 1998 par l’alliance du Groupe union défense (GUD), de Jeune Résistance et de l’Union des cercles de résistance, alliance qu’avaient rejointe des cadres et dirigeants dissidents de l’Œuvre française comme Thierry Maillard, ou du Parti nationaliste français et européen (PNFE), critiquant l’inaction, le folklorisme et le passéisme de leurs ex-organisations.
Après la tentative d'assassinat du président français Jacques Chirac par l'un de ses membres, Maxime Brunerie, elle est dissoute en 2002 pour ses discours incitant à la haine et à la violence.

## Historique

### Création: de l'Union des cercles résistance à Unité radicale
Prenant acte de l'impossibilité de faire exister par lui-même un mouvement nationaliste-révolutionnaire et « anticapitaliste », les dirigeants du mouvement Union des cercles résistance, dont Christian Bouchet, décident d'impulser une structure souple. Il s'agit de privilégier une stratégie d'entrisme dans la droite nationale. Après une campagne de presse appelant à l'unité des nationalistes révolutionnaires, l'UCR prend contact avec les différents groupes structurant la mouvance nationaliste à l'époque (PNF, Œuvre française, GUD, PNFE) pour tenter de créer un groupe commun. 
Seule la direction du Groupe union défense, groupe symbolique mais quasiment inexistant à l'époque, répond positivement à cet appel. Le nom du GUD sert alors principalement à revendiquer les actions violentes des sections estudiantines d'Unité radicale, tandis qu'est créée l'Union des étudiants nationalistes pour l'activisme officiel. 
En 1998, la création d'Unité radicale est annoncée triomphalement comme étant le rassemblement des groupes nationalistes, tandis qu'en réalité seule l'UCR, sa section jeunesse Jeune résistance et le GUD participent à la fondation du mouvement. Cette opération de communication fonctionne néanmoins, et Unité radicale devient le premier groupe d'extrême droite français avec environ 150 adhérents et plusieurs milliers de sympathisants. Le symbole de l'organisation est la croix celtique. 

### Evolution et rapprochement avec le MNR
Le nouveau groupe agrège rapidement des militants de différentes organisations, notamment plusieurs sections de l'Œuvre française et les débris du Parti nationaliste français et européen (ses responsables perpignanais et franciliens, et plusieurs militants dont Maxime Brunerie qui tentera en 2002 d'assassiner Jacques Chirac),,. 
Unité radicale prend la suite de l'Union des cercles résistance et de Nouvelle résistance comme branche française du Front européen de libération, qui se désagrège en 2002 avec la dissolution d'UR,.  
Le groupe disposait d'une revue, Jeune Résistance, et d'un site internet géré par Fabrice Robert,.
Le mouvement organise sa stratégie en s'appuyant sur le livre de Nonna Mayer, Ces Français qui votent FN, pour cibler les populations sociologiquement plus favorables au parti comme les quartiers HLM ou les lycées techniques et professionnels.
S'inspirant du gramscisme, Unité radicale veut également mener un "combat culturel" et s'implique notamment dans la promotion du rock identitaire français en créant deux labels (Europa Records et Martel en tête), tandis que Fabrice Robert gère sa propre entreprise, Bleu-Blanc-Rock. 
En 1999, après la crise du Front national (FN), Unité radicale a apporté un soutien total, bien que critique, à Bruno Mégret et à la création du Mouvement national républicain (MNR). UR participent à deux tentatives du MNR de déstabiliser le Front national en prônant l'union des « forces nationales » : le Front de la jeunesse (1999) et CoordiNation (2000), qui échouent successivement. 
Le MNR se rapproche d'Unité radicale en 2000, en considérant que la double adhésion avec celui-ci n'est pas passible d'exclusion et en promettant de placer ses membres sur les listes MNR aux élections municipales. Christian Bouchet et Fabrice Robert sont élus au conseil national du MNR en 2001. 

### Tensions internes entre identitaires et nationalistes révolutionnaires
Alors qu'Unité radicale entretenait de bonnes relations avec la mouvance völkisch incarnée par le groupe Terre et Peuple, ce dernier se rallie progressivement au sionisme et à l'islamophobie sous l'influence d'Alexandre del Valle. Si la base militante d'UR se rallie à ces nouvelles thèses, ses cadres nationalistes révolutionnaires critiquent vertement ce qu'ils considèrent être une distraction par rapport au véritable ennemi ; la « coalition américano-sioniste ».
Progressivement, deux lignes politiques s'affrontèrent au sein d'Unité radicale : l'une purement nationaliste-révolutionnaire animée par son secrétaire général Christian Bouchet et son secrétaire général adjoint Sébastien Legentil ; l'autre, représentée par des cadres du Sud-Est de la France comme Fabrice Robert, Philippe Vardon et Richard Roudier, se réclamant des thèses de Guillaume Faye. Les échanges se soldent par une empoignade violente entre les meneurs des deux camps, l’un manquant de crever l’œil de l’autre avec une fourchette.
Après avoir été menacé de dissolution par les cadres d'Unité radicale, qui détiennent l'appellation du groupe, le Groupe union défense annonce quitter le mouvement en 2002 en dénonçant le mégretisme d'UR et ses « sionisteries ».
La crise du mouvement dure tout le premier semestre 2002. Christian Bouchet quitte Unité radicale le 21 avril 2002, poussé vers la sortie par Guillaume Luyt et Fabrice Robert, et fonde le Réseau radical,. À partir de mai 2002, Unité radicale ne se revendique plus nationaliste révolutionnaire mais "nationaliste et identitaire".
La nouvelle direction du mouvement tente alors d'établir des contacts avec le Front national, en négociant pour manifester aux côtés du parti le premier mai et en affichant ces échanges sur leur site internet pour lui forcer la main. Dans les faits, malgré cette tentative de rapprochement, les cadres d'UR ont déjà décidé de construire leur propre parti nationaliste (qui sera finalement annoncé à la suite de leur dissolution, sous le nom de Bloc identitaire - Mouvement social européen).

### Dissolution du mouvement
Après l'attentat raté du 14 juillet 2002 contre le président Jacques Chirac par Maxime Brunerie, membre du MNR et d'Unité radicale, le mouvement fut dissous le 6 août 2002 par décret en application de la loi du 10 janvier 1936 pour cause d'idéologie raciste et discriminatoire, antisémitisme, encouragement de la discrimination, de la haine et de la violence.
Les cadres d'Unité radicale (Guillaume Luyt, Fabrice Robert, et Philippe Vardon) créent alors les Jeunesses identitaires en septembre 2002, puis l'association Les Identitaires en décembre 2002, avant de fonder le Bloc identitaire - Mouvement social européen en avril 2003. Alors qu'Unité radicale faisait la promotion de la violence politique, les identitaires abandonnent officiellement cette position pour privilégier une stratégie relevant du « happening » et s'inspirant des pratiques de Greenpeace.

## Idéologie
Le groupe utilise à l'origine les termes habituels des nationalistes révolutionnaires mais dans une perspective davantage racialiste, dénonçant la "colonisation" de l'Europe par les populations immigrées et attaquant avec virulence la nomination de Farid Smahi au conseil national du Front national. Lorsque Unité radicale affirme vouloir rendre « l'Europe aux Européens », il ne s'agit plus de protester contre la doctrine Monroe comme c'était le cas antérieurement chez les NR mais de protéger le « substrat racial » indo-européen. En conséquence, le groupe abandonne l'idée de nation pour lui préférer une « Eurosibérie » divisée en régions mono-ethniques. 
Alors que Nouvelle Résistance, son prédécesseur, envisageait la violence comme un outil révolutionnaire à utiliser contre l’État, Unité radicale fait la promotion de la violence raciste ou contre les militants antifascistes. Selon Nicolas Lebourg, cette évolution est le symptôme d'une « fuite en avant dans l’idéologie de la guerre ethnique ».